# Belisana tambligan
Belisana tambligan là một loài nhện trong họ Pholcidae. Loài này có ở Java và Bali.